# .to
.to je vrhovna internetska domena (country code top-level domain - ccTLD) za Tongu. Domenom upravlja Tonganski mrežni informacijski centar.

## Vanjske poveznice
- IANA .to whois informacija  Arhivirana inačica izvorne stranice od 29. lipnja 2006. (Wayback Machine)